# Hind Dehiba
Hind Dehiba (Marruecos, 17 de mayo de 1979) es una atleta francesa de origen marroquí, especialista en la prueba de 1500 m en la que llegó a ser subcampeona europea en 2010.

## Carrera deportiva
En el Campeonato Europeo de Atletismo de 2010 ganó la medalla de plata en los 1500 metros, con un tiempo de 4:01.17 segundos, llegando a meta tras la española Nuria Fernández y por delante de otra española Natalia Rodríguez (bronce).